# 朝飛速夫
朝飛 速夫（あさひ はやお、1924年5月5日 - 1969年）は日本の柔道家（講道館8段）。
身長164cmの小柄な体躯ながら俊敏な動きを以って多くの大型選手と互角に渡り合い、体重無差別で争う戦後の全日本選手権大会や全日本東西対抗大会、国民体育大会へ出場・活躍した。
晩年に開設した私設クラブ「朝飛道場」は現在は息子の朝飛大が館主を務め、全国少年大会やマルちゃん杯全日本少年大会等で優勝するなど全国有数の強豪クラブとして知られる。

## 経歴
宮崎県東諸県郡本庄町稲荷（現・国富町本庄稲荷）の生まれ。中学校時代は、金丸重次や身長150cm・体重70kgの小躯ながら支釣込足や巴投、肩車の名手として名を馳せた尾崎伊助8段より指導を受ける。
拓殖大学専門部武徳科に進むと、“勝負の鬼”こと牛島辰熊や、“背負投の名手”と知られた大谷晃ら柔道界最高峰の先人に学び、以前にも増して厳しい稽古に明け暮れた。小柄な体であったので、他人の2倍も3倍も努力を重ねたという。このような猛稽古の甲斐もあり20歳の時には入門から4年足らずの間に5段位に列せられた。
| 段位 | 年月日               | 年齢                 |
| ---- | -------------------- | -------------------- |
| 入門 | 1940年12月3日        | 16歳                 |
| 初段 | 大日本武徳会にて取得 | 大日本武徳会にて取得 |
| 2段  | 1941年1月12日        | 16歳                 |
| 3段  | 1942年1月11日        | 17歳                 |
| 4段  | 1943年9月1日         | 19歳                 |
| 5段  | 1944年6月28日        | 20歳                 |
| 6段  | 1948年7月22日        | 24歳                 |
| 7段  | 1956年6月20日        | 32歳                 |
| 8段  | 1969年4月29日        | 44歳                 |

卒業後は警察官として宮崎県警察に奉職し、1949年の全国警察大会（府県対抗団体戦）での優勝や1948年から50年まで九州管区警察大会での3連覇など、武徳会武道専門学校出身の中村常男や橋元親らと共に宮崎県警察の黄金時代を築いた。6段位にあった1949年10月の第3回全日本東西対抗大会に朝飛は西軍十五将として出場、西軍選手2人を抜いて勢いに乗る東軍十四将大沢慶己5段を喰い止めて引き分けに持ち込んだ。その後横浜市警察に転籍。
檜舞台である全日本選手権大会への初出場は1951年5月の第4回大会で、初戦で宮川善一6段を優勢に降し、2回戦では山本博6段から判定で勝利を収めた。準決勝戦で大豪・吉松義彦6段の左内股に敗れたものの、体重無差別で争われる同大会でベスト8入りという朝飛の快進撃は満場の観衆を驚嘆せしめた。一方、同年9月の第4回全日本東西対抗大会には東軍の六将で出場し、西軍の中島三郎6段を得意の釣込腰で畳を背負わせたが、山本博6段の浮腰に辛酸を舐めた。
続く10月の第6回国民体育大会には神奈川県の大将として出場、準決勝戦の兵庫県との試合で朝飛は嘗（かつ）ての同門・中村常男6段の大外刈に屈し、他のメンバーも奮わずチームは1-3で敗れて第3位に甘んじている。
翌52年には、3度目の出場となる8月の第5回全日本東西対抗大会で東軍四将に抜擢され、中村常男6段と引き分けた。10月18日の第5回全国警察大会（府県対抗団体戦）では横浜市警察の三将として出場し、京都市警察との決勝戦で同大会個人戦3位の守山洋5段を優勢に降すなど、横浜市警察の優勝に貢献。2日後の第7回国民体育大会に再び神奈川方大将として出場した朝飛だったが、愛知県との準決勝戦で伊藤秀雄6段の大外刈に敗れ、東京都との決勝戦でも伊藤信夫5段と引き分けに終えた。前年の雪辱を誓う神奈川県チームだったが東京都には1-3で敗れ、優勝には一歩届かなかった。
1953年は5月の第6回全日本選手権大会で信越地区代表の高島道夫6段と激闘の末にこれを送襟絞に仕留め、観戦していたフランス柔道連盟のポール・ボネモリ会長の称賛を浴びた。2回戦で2年前の全国警察大会（個人戦）王者である徳島県警察の湊庄市6段と大接戦の末に判定を失って惜しくも敗れた。9月の第6回全日本東西対抗大会で朝飛は東軍四将で出場したが西軍十一将の河野宗円6段に小外掛で一本を許し、大会自体も西軍に3人残しの大勝を譲っている。

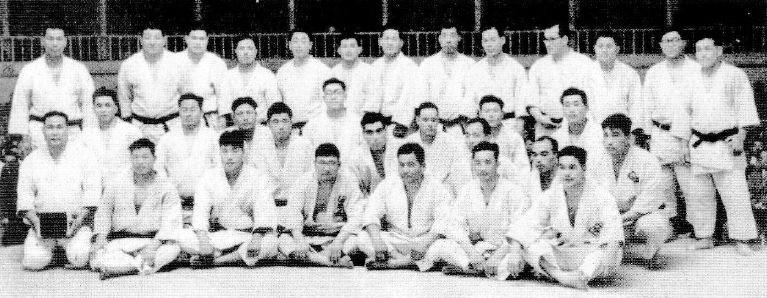
1954年の全日本選手権大会にて他の出場者たちと

1954年5月の第7回全日本選手権大会では意気が上がらず、初戦で岡本正夫5段に敗れて上位進出はならなかった。10月の第7回全日本東西対抗大会では東軍七将で出場し、岡本信治6段を優勢に降し、小兵同士の戦いとなった宮川善一6段とは引き分けている。
最後の出場となった1955年5月の第8回全日本選手権大会では初戦で後の世界選手権大会メダリストとなる山舗公義5段を小内刈に鎮めたが、2回戦で吉松義彦6段に引き付けられてからの豪快な払腰に敗れた。数々の大型選手を苦しめてきた朝飛と雖（いえど）も、柔道界のトップに君臨する吉松との40kg近い体重差は如何ともし難かったと言える。同じく最後の出場となった10月の第8回全日本東西対抗大会では東軍六将で出場し、石橋弥一郎6段を優勢で破って、続く戸田清光6段とは引き分けに終えた。5日後の10月7日に開催の全国警察大会（団体戦）にて神奈川県警察は準決勝で警視庁と激突。副将戦で朝飛は池田忠雄6段と相対し攻防の末に勝敗は付かず、試合も1-3で敗れて神奈川県警察の決勝進出はならなかった。
指導者としては神奈川県警察師範を務める傍ら、請われる形で伝統ある慶應義塾大学柔道部にも師範として迎えられた。
1958年には神奈川県横浜市神奈川区に「朝飛道場」を設立し多くの一般青少年の指導に当たり、また1964年東京オリンピックでは全日本柔道連盟強化コーチを務めるなど指導者としても活躍していたが、1969年4月に8段に昇段した僅か2カ月後に直腸癌のため45歳の若さで他界した。
前述の通り朝飛は柔道家としてはかなり小柄な体格であったが、その最盛期には大沢慶己や宮川善一と並んで小兵俊敏の名選手と謳われ、とりわけ釣込腰にかけては右に出る者がいなかった。同じく釣込腰に長じた松本安市と比較すると、松本の場合は身長183cmと上背があったため、否応なく釣り手の肘を折り曲げて掛ける事となって力が幾分減殺されるのに対し、朝飛の場合は対戦相手が自分より大きい事が殆どだったため、釣り手を伸ばし切って掛けるので力が十分に効いていたという。それ故に返し技を貰う事はほぼ皆無で、また、そこから連絡する大内刈や寝技（主に固技や絞技）も得意とした。
道場以外でも、性格は誠実一途で上からの信頼も厚く、下からも敬慕を以って迎えられるなど、その人柄は高く評価されていたという。
朝飛道場はその後、妻が2代目館主として切り盛りし、1986年からは名門・明治大学で主将も務めた長男の大がこれを引き継いだ。全国少年大会とマルちゃん杯全日本少年大会をそれぞれ6度制すなど、現在では全国でも指折りの強豪クラブとして知られている。